# Казанський феномен
Казанський феномен (рос. Казанский феномен) — термін, що використовувався журналістами для опису зростання активності вуличних банд серед неповнолітніх у місті Казань в РРФСР, а пізніше в Російській Федерації.
З початку 1970-х років Казань мала особливо погану репутацію через підліткову злочинність, і значна частина молодих чоловіків як російського, так і татарського походження приєдналася до молодіжних банд, які боролися між собою за територію, в основному використовуючи підручні засоби або зброю ближнього бою (на той час вогнепальна зброя не була широко поширена в Росії, і її було важко дістати). З 1985 по 1999 рік кількість злочинів, скоєних шістнадцяти-двадцятидев'ятирічними в Татарстані (до 1992 року — Татарська АРСР), зросла в 1,7 рази. Боротьба за домінування в громадському просторі, де успіх у привласненні ресурсів часто залежав від здатності та навичок насильства, змусила багатьох молодих людей, не пов'язаних з бандами, переглянути свої можливості перед обличчям зростаючої небезпеки. Хвиля злочинності викликала моральну паніку серед радянського населення, оскільки така злочинність не лише традиційно вважалася продуктом капіталістичного Заходу, але й включала в себе дітей місцевих чиновників.
Під час підйому російської мафії наприкінці 1980-х і 1990-х років вуличні банди перетворилися на більш витончені та організовані злочинні угруповання. Через нерентабельність рекету в Татарстані казанські банди почали переїжджати до Санкт-Петербурга, де вони вступили в конфлікт з місцевою тамбовською бандою. Казанська мафія відрізнялася особливою жорстокістю у своїй тактиці здирництва і періодично привозила підкріплення з Татарстану. Слов'янські гангстери міста об'єдналися для боротьби з новою загрозою і врешті-решт витіснили татар з Петербурга.

## Поява
Розпад ключових інститутів радянської держави — командної економіки, державного і правового апарату та системи соціального забезпечення, заснованої на підприємствах, — супроводжувався насильницьким розподілом активів і ресурсів. Державні компанії, які почали приватизуватися, почали працювати в незнайомому ринковому середовищі. Звичайні бізнес-функції, такі як залучення капіталу, забезпечення поставок та отримання оплати за товари і послуги, могли виявитися надзвичайно складними для виконання і пов'язаними з небезпекою. Мало того, що країна була охоплена економічною кризою, так ще й державний правовий апарат був неефективним, а до відновлення функціонування банківської системи залишалися роки. У цьому хаотичному середовищі як державні, так і приватні компанії опинилися в облозі хижаків, які прагнули отримати доступ до їхніх активів і використовували погрози, хабарі та пропозиції «захисту», щоб накласти руки на гроші, продукцію та акції компанії. У Татарстані, незважаючи на економічну кризу, залишилося багато привабливих активів. Хоча до середини 1990-х років промислове виробництво в республіці скоротилося на 33,9 % порівняно з початком десятиліття, економічна криза першої половини 1990-х років була менш серйозною, ніж у більшості російських регіонів. Існування великої економічної бази, успадкованої від радянських часів, разом з історичною присутністю бандформувань допомагає пояснити особливо швидкий розвиток організованої злочинності в Татарстані в 1990-х роках. Ці нещодавно приватизовані компанії зазнали здирництва з боку бандитських угруповань або навіть служб державної безпеки та міліції, які стали одними з ключових рекетирських угруповань у пострадянській Росії. Поряд із хворими колишніми радянськими підприємствами з'явилася величезна вулична економіка та малий бізнес, що зароджувався. Приватна економічна сфера була започаткована під час перебудови, коли Горбачовський закон 1987 року про кооперацію дозволив групам громадян створювати кооперативні підприємства. Ці підприємства одразу ж стали мішенню для рекетирів. Перший випадок рекету в Казані був зареєстрований у 1988 році, коли вуличне угруповання «Дом Обуви» («Будинок взуття») намагалося вимагати гроші за захист від будівельного кооперативу.
Хоча на початку 1990-х років більшість кооперативів зникли під тиском державного оподаткування та конкуренції з боку нових приватних компаній, незабаром почали з'являтися нові малі підприємства, переважно в нерегульованому неформальному та напівформальному секторі послуг: стихійні ринки, невеликі кіоски та ятки, малі пункти обміну валют тощо. Не маючи майже ніякого захисту з боку держави і не маючи засобів для самозахисту, цей сектор став легкою здобиччю для різноманітних хижаків. По всій Росії вуличні сусідські групи опинилися в авангарді нових процесів накопичення, хоча конкретна динаміка відносин між вуличними групами та іншими суб'єктами насильства ще чекає на дослідження. У Казані (і Татарстані загалом) більшість організованих злочинних угруповань виросли з вуличних громадських організацій. Переважна більшість цих організацій починали свою діяльність як молодіжні територіальні групи «хуліганів». Внески до цих фондів систематично збиралися шляхом вимагання та іншими злочинними способами. У Казані більшість таких угруповань, за винятком спеціалізованих банд, таких як наркобанди, виникли саме з територіальних молодіжних груп. Наразі всі такі спільноти мають у своїй структурі молодіжні банди.

## Соціальний склад
Наприкінці 1980-х років у казанських бандах переважала молодь з робітничого класу. У 1990-х роках це почало змінюватися з масовим падінням рівня життя, ці банди почали залучати своїх членів з більш широкого кола соціальних верств, включаючи молодих людей з освічених сімей. Банди також почали залучати студентів університетів. Крім того, хоча вуличні банди залишалися молодіжним явищем, їхнє членство ставало все більш дорослим. На середину 1990-х років значна частина членів банд була старшою за двадцять п'ять років, і багато хто з них працював на законних підставах. Етнічне походження членів банд, як правило, було репрезентативним для місцевого населення, хоча банди, сформовані громадами мігрантів (грузинів, азербайджанців, чеченців, дагестанців), також з'являлися по всій Росії. Татарстанські банди були етнічно змішаними, об'єднуючи росіян і татар, а також представників інших етнічних груп, що мешкали по сусідству з ними.

## Дивитися також
- Слово Пацана
- Гопники
- Злодій у законі
- Сонцевська братва